# Nicolai Ostrovski
Nicolai Alexeevich Ostrovski (em russo:  Николай Алексеевич Островский; em ucraniano: Микола Олексійович Островський) (Viliya, 29 de setembro de 1904 - Moscovo, 22 de dezembro de 1936) foi um escritor russo de estilo realismo socialista. Os seus trabalhos foram publicados na era de Estaline.

## Biografia
Nascido em uma família de classe trabalhadora no vilarejo de Viliya, hoje parte do Oblast de Rivne na Ucrânia, antes parte do Império Russo, Ostrovsky frequentou uma escola paroquial até os nove anos e era estudante de honra.

## Obras
- Assim foi temperado o aço - no original Как закалялась сталь, Kak zakalyalas' stal (1904-1936)